# Molobratia egregia
Molobratia egregia là một loài ruồi trong họ Asilidae. Molobratia egregia được Loew miêu tả năm 1869.